# Liparochrus dolium
Liparochrus dolium är en skalbaggsart som beskrevs av Heller 1912. Liparochrus dolium ingår i släktet Liparochrus och familjen Hybosoridae. Inga underarter finns listade i Catalogue of Life.